# Sadovi (Timiriàzeva)
Sadovi —Садовый (rus)— és un possiólok de la República d'Adiguèsia, a Rússia. És a 7 km al sud de Tulski i a 18 km al sud de Maikop. Pertany al municipi de Timiriàzeva. El 2002 tenia 154 habitants.